# Engenharia planetária
A engenharia planetária consiste na aplicação da tecnologia a fim de influenciar as propriedades globais de um planeta. O objetivo geralmente tem por finalidade transformar outros planetas, na tentativa de torná-los habitáveis e propícios à vida.
O principal ramo da engenharia planetária consiste na, até então teórica, terraformação, onde as condições superficiais de um planeta são alteradas visando deixá-lo mais parecido com a Terra.
Outras atividades relacionadas à engenharia planetária são, entre outras, a realocação (mudança de órbita), reconstrução, adaptação temporária, modificação gravitacional e/ou atmosférica e mesmo correção de distúrbios geológicos, atmosféricos ou mesmo gravitacionais de planetas e/ou satélites, além de uso pleno de outros componentes de sistemas estelares, tais como asteróides, cometas e gases esparsos.[carece de fontes?]

## Exemplos
Exemplos de engenharia planetária, todos teóricos até ao momento, incluem:[carece de fontes?]
- Terraformação de Vênus e Marte, e até mesmo Mercúrio e satélites de Júpiter, além da nossa Lua;
- Reconstrução de um planeta explodido há milhares de anos a partir de seus restos (o cinturão de asteroides);
- Realocação da órbita de Mercúrio, podendo, inclusive, fazê-lo orbitar Vênus tal qual um satélite;
- Reboque de satélites de planetas tais como Júpiter, Saturno, Urano e Netuno;
- Organização dos planetas e satélites realocados em torno de uma mesma órbita, formando, assim, uma espécie de "cinturão" planetário.
- Alteração e filtragem da atmosfera (diminuição dos níveis de CO2)